# Uberach (brasserie)
 (mai 2021).
La brasserie Uberach est une microbrasserie indépendante fondée en 1999, située dans la commune du même nom - intégrée à celle de Val-de-Moder depuis le 1er janvier 2016 - dans le département du Bas-Rhin, en Alsace.
La brasserie a été créée par Eric Trossat, ancien étudiant à Strasbourg et actuellement[Quand ?] président des Brasseurs d'Alsace.

## Histoire
Le fondateur de la brasserie, Eric Trossat, en a également été le premier brasseur et créateur de recette. Pour pouvoir se former il effectua ses classes à l'IFBM de Nancy tout en recherchant un bâtiment. Après plusieurs essais, le choix se porta sur une ancienne manufacture de chaussures que l'on retrouve d'ailleurs toujours sur le logo de la brasserie.
Uberach propose une vingtaine de bières spécifiques dont des bières bio qui représente la moitié de son volume.
La brasserie bénéficie d'un fort ancrage régional et participe à valorisation du terroir puisque ses bières sont élaborées avec des houblons cultivés dans la région. En 2014, le chiffre d'affaires atteint 750.000 euros.
En 2015 , la brasserie est présente au salon de l'agriculture à Paris. Les bières Uberach sont aujourd'hui distribuées en Alsace, dans les départements limitrophes, en région parisienne ainsi que dans quelques magasins spécialisés en France.
À la suite d'un investissement il y a 2 ans[Quand ?], la brasserie a désormais déménagé dans un nouveau local de 1300 mètres carrés.
En 2017 la brasserie se lance dans la fabrication de  whisky.

## Bières
- Bières blonde
- Bière brune
- Bière ambrée
- Bière blanche
- Juliette
- Marie Noëlle
- Bière IPA (India Pale Ale) francisée "ypéa"
- Ramona
- Jean Balthazar
- Doigt de Dieu
- Super Papa[8]
- Printemps
- Bière de Noël

Gamme de bière bio :
- Bières blonde
- Bière brune
- Bière ambrée
- Bière blanche
- Bière miellée
- Bière de Noël
- IPA